# 兼任
| ウィキペディアには「兼任」という見出しの百科事典記事はありません（タイトルに「兼任」を含むページの一覧/「兼任」で始まるページの一覧）。 代わりにウィクショナリーのページ「兼任」が役に立つかもしれません。 |